# Paramollugo
Paramollugo é um género de plantas com flores pertencentes à família Molluginaceae.
A sua distribuição nativa vai do Caribe à Guiana, e também encontra-se na área Tropical e Subtropical do Velho Mundo.
Espécies:
- Paramollugo angustifolia (M.G.Gilbert & Thulin) Thulin
- Paramollugo cuneifolia (Griseb.) Thulin
- Paramollugo decandra (Scott Elliot) Thulin
- Paramollugo deltoidea (León) Thulin
- Paramollugo digyna (Montrouz.) Sukhor.
- Paramollugo elliotii Sukhor.
- Paramollugo nudicaulis (Lam.) Thulin
- Paramollugo simulans Sukhor.
- Paramollugo spathulata (Sw.) Sukhor.